# Julia Mangold
Julia Mangold (nascida em 1966) é uma artista alemã.
O seu trabalho está incluído nas colecções do Museu de Belas Artes de Houston e do Museu de Arte Moderna de Nova York.